# Melanie Kurt
Melanie Kurt (n. 8 de janeiro de 1880, Viena – f. 11 de março de 1941,   Nova Iorque) foi uma soprano austríaca, e importante cantora wagneriana.
Estudou piano em Viena e depois voz em Berlim, com Marie Lehmann, a irmã da célebre Lilli Lehmann.
Estreia em Lübeck como 'Elisabeth' em Tannhäuser em 1902. Cantou em Leipzig, Braunschweig e finalmente na Ópera Estatal de Berlim e a Ópera Alemã de Berlim.
Fez-se famosa em Covent Garden, festival de Salzburgo, Teatro alla Scala, Ópera Estatal de Viena, Ópera Semper e Ópera do Estado Bávaro.
Em 1914 estreia no Metropolitan Opera sucedendo a Olive Fremstad como soprano wagneriana por três temporadas.
Seu contrato expirou quando os Estados Unidos declaram a guerra com a Alemanha em 1917 e as óperas de Wagner foram proibidas. Kurt permaneceu nos Estados Unidos até 1919.
Ao regresso cantou em Berlim, Leipzig, Estugarda, Dresden, Viena e no Wagner Festival em Zoppot (Sopot, Polónia) (1922), então rival do festival de Bayreuth.
Por sua condição de judia, devido à ascensão do Nazismo emigrou para a Viena e quando se deu o Anschluss para Nova Iorque.
Seus melhores papéis foram Isolde em Tristan und Isolde, Aida, Amelia num ballo in maschera), Fidelio, Pamina em A Flauta Mágica) e Donna Anna Don Giovanni, Die Marschallin em Der Rosenkavalier de Richard Strauss, Christoph Willibald Gluck, e Handel.

## Literatura
- Kesting, Jürgen: Die großem Sänger dês 20. Jahrhunderts; ECON Verlag GmbH, Düsseldorf, 1993; ISBN 3-517-07987-1